# Nostra Parla
Nostra Parla fou una entitat fundada vers el 1916 per catalans, balears, rossellonesos i valencians, sobretot per impulsar la unitat de la llengua catalana.
Fou presidida, honoràriament, per Àngel Guimerà, i de fet, per Jaume Bofill i Mates i posteriorment per Lluís Nicolau d'Olwer. Organitzà cursos de gramàtica catalana, convocà un concurs per a nomenar professors de català (1921) i establí la Diada de la Llengua Catalana. També promogué la retolació del comerç en català i la catalanització en el cinema.
Tingué com a òrgans Ofrena (1917, segona època), Revista de Nostra Parla i Nostra Parla i un butlletí. Desaparegué amb motiu de la Dictadura de Primo de Rivera (1923).
Una entitat semblant i amb el mateix nom fou fundada a Menorca per Joan Mir i Mir i Joan Hernández Mora, la qual publicà un butlletí (1923-1925) i amb la col·laboració de l'historiador Ferran Soldevila.